# اندیس دیلک وردی
دیلک وردی یک اندیس فلزی است که در حوالی شهر ماکو استان آذربایجان غربی قرار دارد و مادهٔ معدنی موجود در آن، کرومیت است.  